# 田村和之
田村 和之（たむら かずゆき、1942年7月4日 - ）は、日本の行政法学者、広島大学名誉教授。
群馬県多野郡藤岡町（現・藤岡市）生まれ。1961年群馬県立高崎高等学校卒業。1966年大阪市立大学法学部法律学科卒業、68年同大学院法学研究科修士課程修了。高知短期大学講師、助教授、72年広島大学教養部講師、総合科学部講師、助教授、教授、2004年定年退官、名誉教授、龍谷大学法科大学院教授。2013年定年退任。
保育所行政が専門で、多くの保育所廃止にまつわる行政訴訟、原爆被災者行政に関する訴訟に関わった。

## 著書
- 『保育所行政の法律問題』勁草書房　現代法選書　1981
- 『保育法制の課題』勁草書房　1986
- 『保育所の民営化』信山社 2004
- 『保育所の廃止』信山社 2007

### 共編著
- 『実務注釈社会福祉法大系　実務注釈児童福祉法』桑原洋子と責任編集　信山社出版 1998
- 『保育の理論と実践講座 第4巻　保育所運営と法・制度 その解説と活用』杉山隆一共編著 新日本出版社　2009
- 『保育六法 2009』編　信山社　2009
- 『子ども・子育て支援ハンドブック』古畑淳共編　信山社　2013

## 参考
- 『現代日本人名録』2002
- 私の法学研究を振り返る」龍谷法学 2013-03-12